# Virollet
Virollet – miejscowość i gmina we Francji, w regionie Nowa Akwitania, w departamencie Charente-Maritime.
Według danych na rok 1990 gminę zamieszkiwały 243 osoby, a gęstość zaludnienia wynosiła 24 osób/km² (wśród 1467 gmin regionu Poitou-Charentes Virollet plasuje się na 761. miejscu pod względem liczby ludności, natomiast pod względem powierzchni na miejscu 824.).